# Onze-Lieve-Vrouwekerk (Liart)
De Onze-Lieve-Vrouwekerk (Frans: église Notre-Dame) is een versterkte kerk te Liart in Frankrijk.

## Ligging
De kerk is gelegen in het Franse departement Ardennes, in de gemeente Liart, in het centrum van het dorp op het centrale plein.

## Geschiedenis
De bouw van de kerk dateert uit de 16e eeuw. De voortdurende conflicten tussen Duitse Rijk van Karel V en het Franse Koninkrijk van Frans I vervolgens Hendrik II hadden verwoestende gevolgen voor de lokale bevolking. Ten gevolge van een inspectie in deze regio in 1546 moedigde Frans I de bouw van versterkingen aan of deze nu door de adel, de clerus of de bevolking geïnitieerd werden. Hierdoor werden in Thiérache talrijke versterkte kerken gebouwd .
Te Liart werd de bouw van het koor door de Sint-Nicasiusabdij te Reims, patroon van de parochie, gefinancierd, terwijl de bevolking instond voor de bouw van de portaaltoren. Het schip tussen beide delen in werd herbouwd in 1859 door een architect van Rocroi, namelijk M.Ryambault.
Het bouwwerk werd beschermd als monument historique in 1926.

## Beschrijving

### Exterieur
De westelijk ingang is beschermd door een indrukwekkende portaaltoren met het uiterlijk van een echte donjon in twee verdiepingen. Op deze verdiepingen bevinden zich verschillende kanongaten. Het geheel wordt bekroond door een klokkentoren met klokkengaten. Een weererker versterkt verder de toegang .
Twee torentjes scheiden de chevet van de apsis, verdeeld in vijf secties .

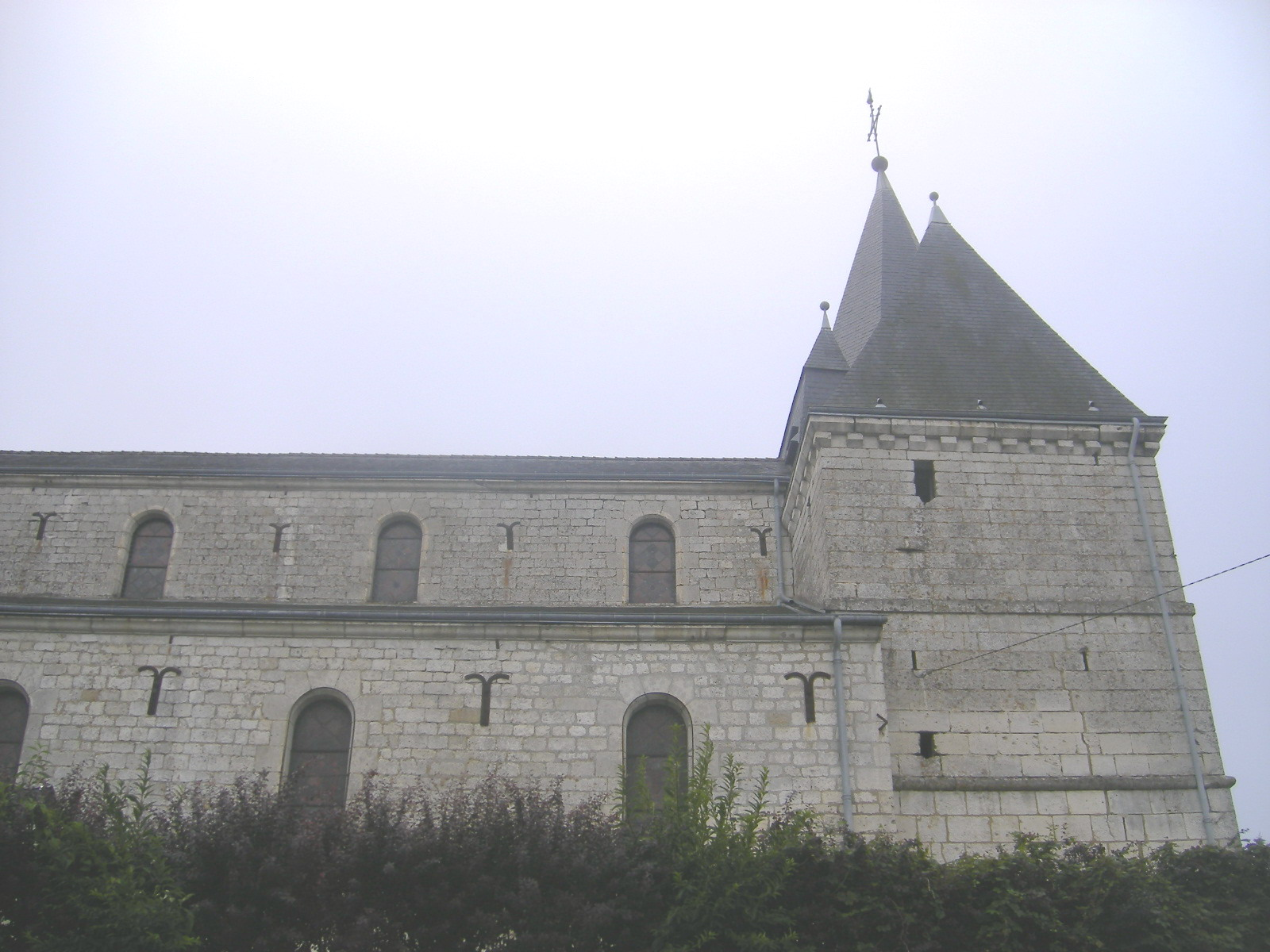
Noordelijke gevel
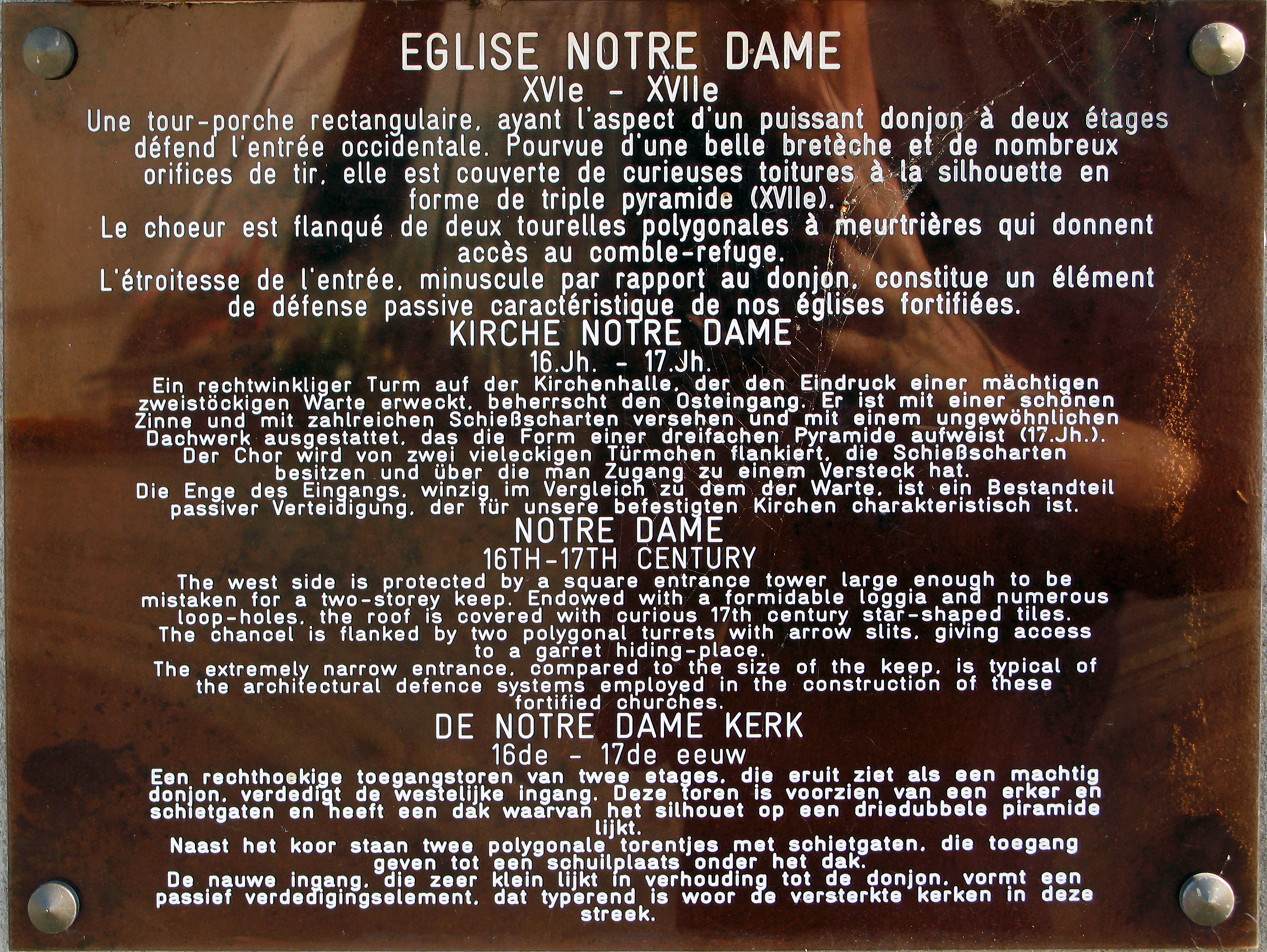
Plakket aangebracht in de kerk.
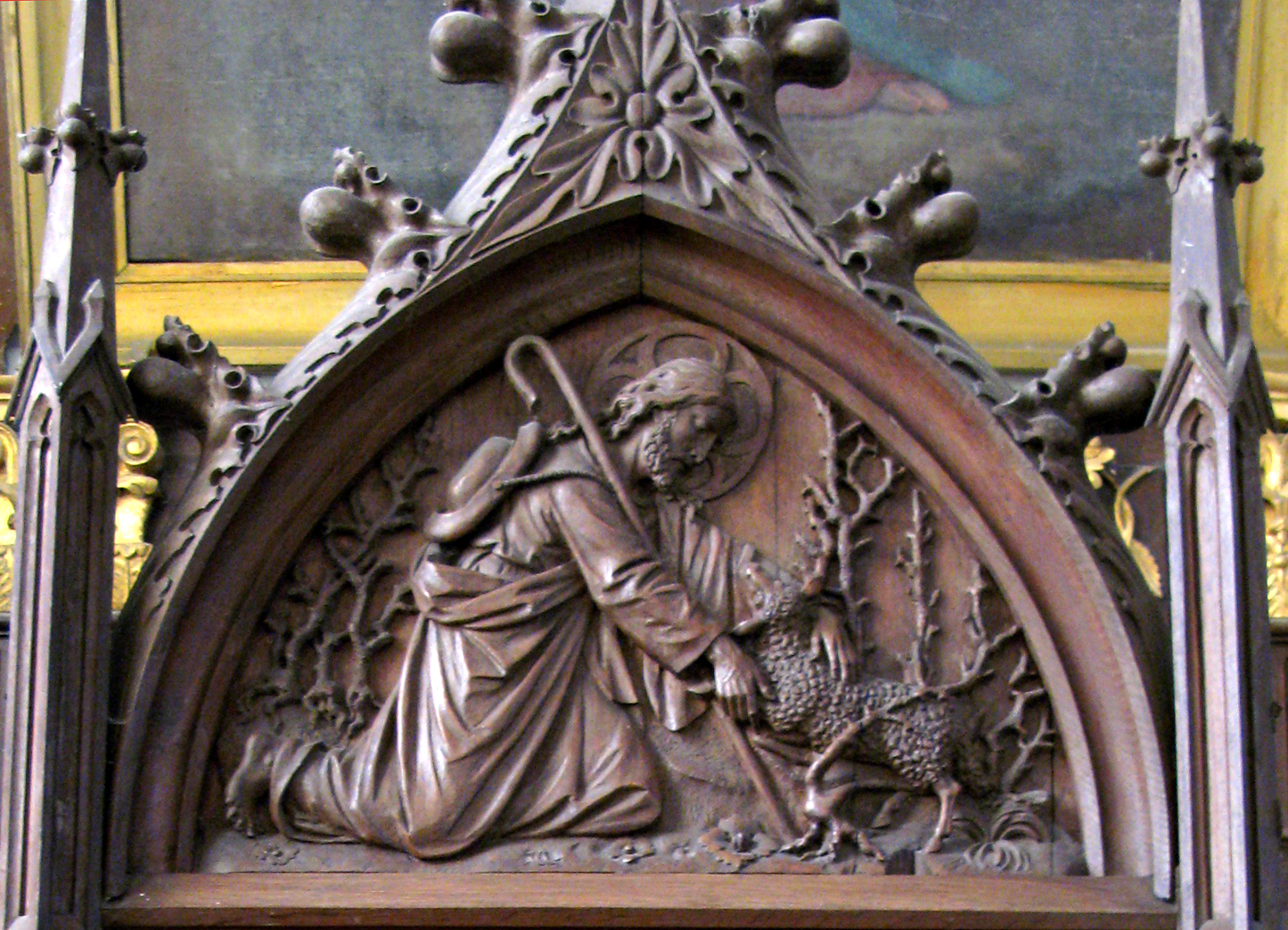
Detail van de biechtstoel.
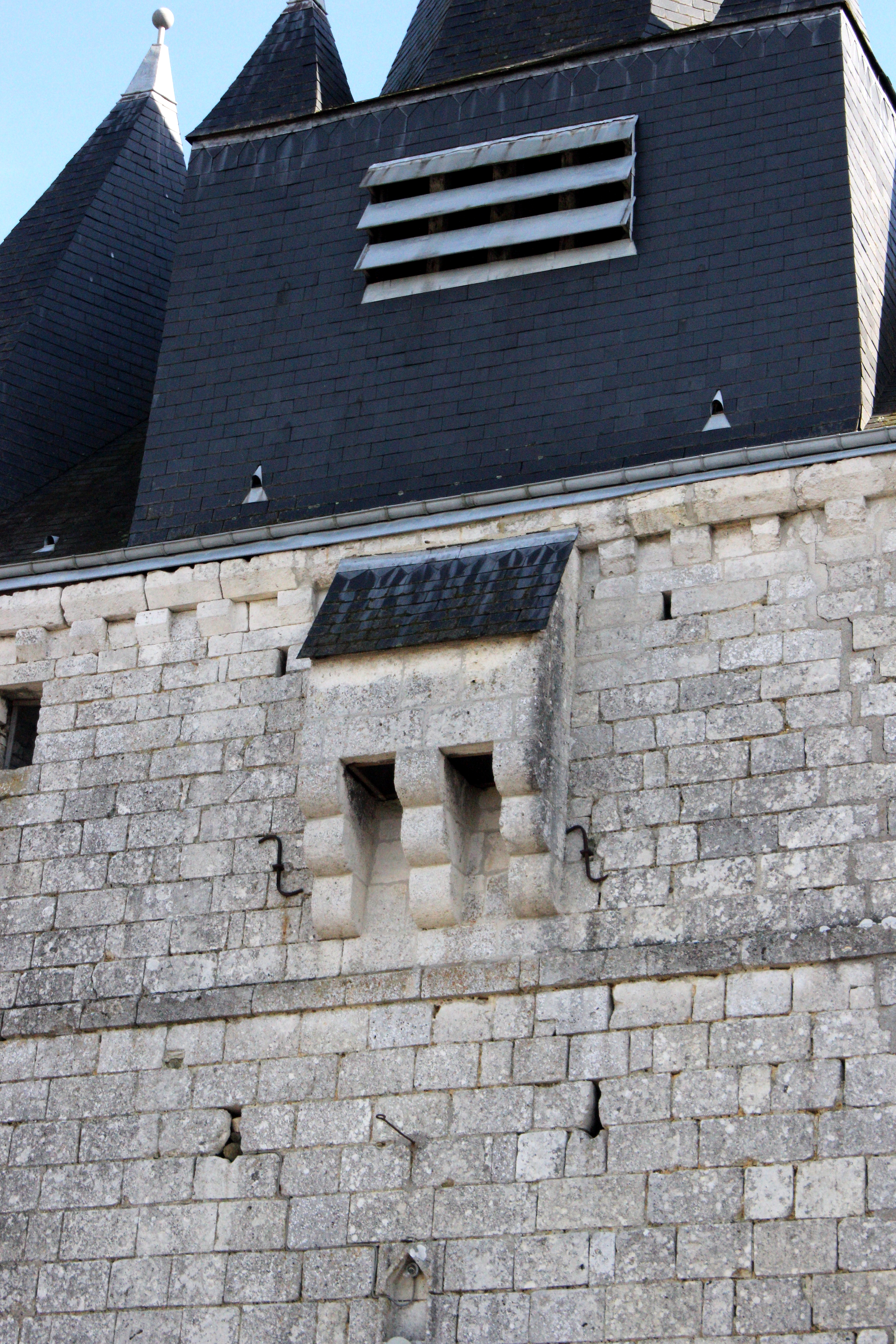
Weererker

### Interieur
Het interieur is gestructureerd rondom het middenschip, het koor en de zolders boven op het koor: de vluchtruimte.
De toegang tot het schip gebeurt door het kruisen van een tweede poort, die ouder was en relatief smal. Het middenschip bestaat uit vier traveeën met een plafond met stenen kruisribgewelven. De arcades van het schip zijn laag en rusten op cilindrische pilaren. De zijbeuken zijn bedekt met pleisterwerk .
Men gaat het koor binnen onder een stenen boog die in 1786 werd gebouwd. ook het 16e-eeuwse koor is gewelfd en versierd met liernes en tiercerons. Het koor geeft uit op een apsis opgebouwd uit vijf secties. De toegang tot de schuilzolder boven op het koor bevindt zich in de twee torentjes die tegen de chevet zijn aangebracht .
Gedurende lange tijd waren er twee kleine gietijzeren handkanonnen van het type veldslang zichtbaar boven het portaal op de eerste etage van de toren. Ze dateerden van de 16e eeuw en zijn geklaseerd sinds 1929. Momenteel bevinden ze zich echter in het Nationaal Archeologisch museum van Saint-Germain-en-Laye.

#### Brandglas
De brandglazen zijn van vrij recente oorsprong en dateren van het einde van de 19e eeuw. In het koor stelt het centrale brandglas de legende van de ontdekking van een Mariabeeld in de klimop voor. Daarnaast is er nog het raam dat werd geschonken door priester Hamon, deken van Signy-le-Petit, en is een reproductie van een schilderij van Ary Scheffer dat sint Augustinus en zijn moeder de heilige Monica voorstelt.

#### Liturgisch meubilair
Achteraan in de kerk kan men een barokke stralenkrans in geschilderhout van de 17e eeuw opmerken. Deze is geplaatst boven op de poort die toegang geeft tot het wachtlokaal onder de klokkentoren. Tevens is er nog een biechtstoel waarvan de fronton is versierd met een Goede Herder en een oud houten kruis dat een gebeeldhouwd medaillon draagt met de tekst « Gloria in Excelcis Deo ».
De preekstoel is verdwenen. Er rest niets meer dan klankbord, dat halfhoog op een pilaar is vastgemaakt.

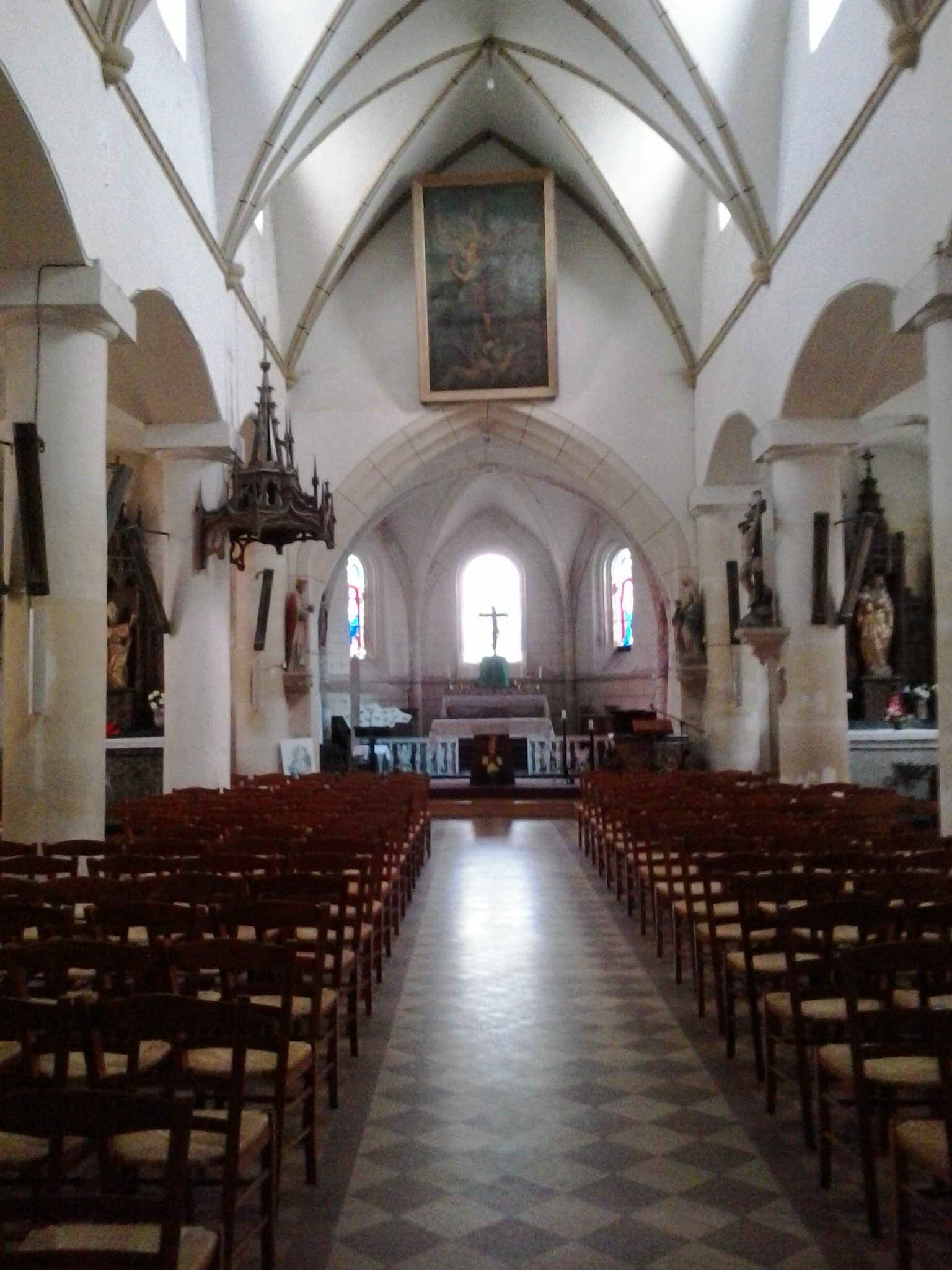
Interieur van de kerk
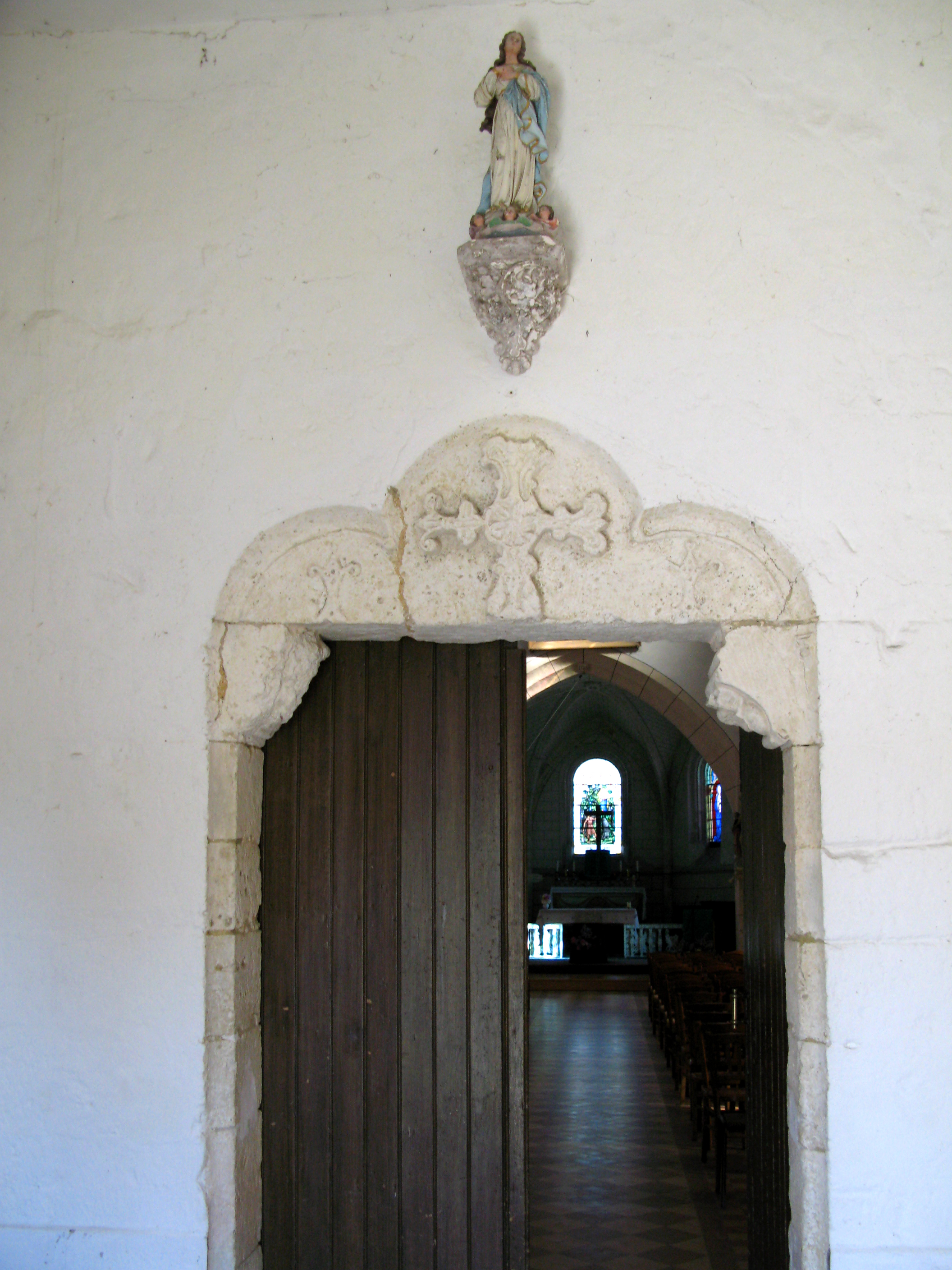
De toegang tot het schip is beschermd door een tweede poort
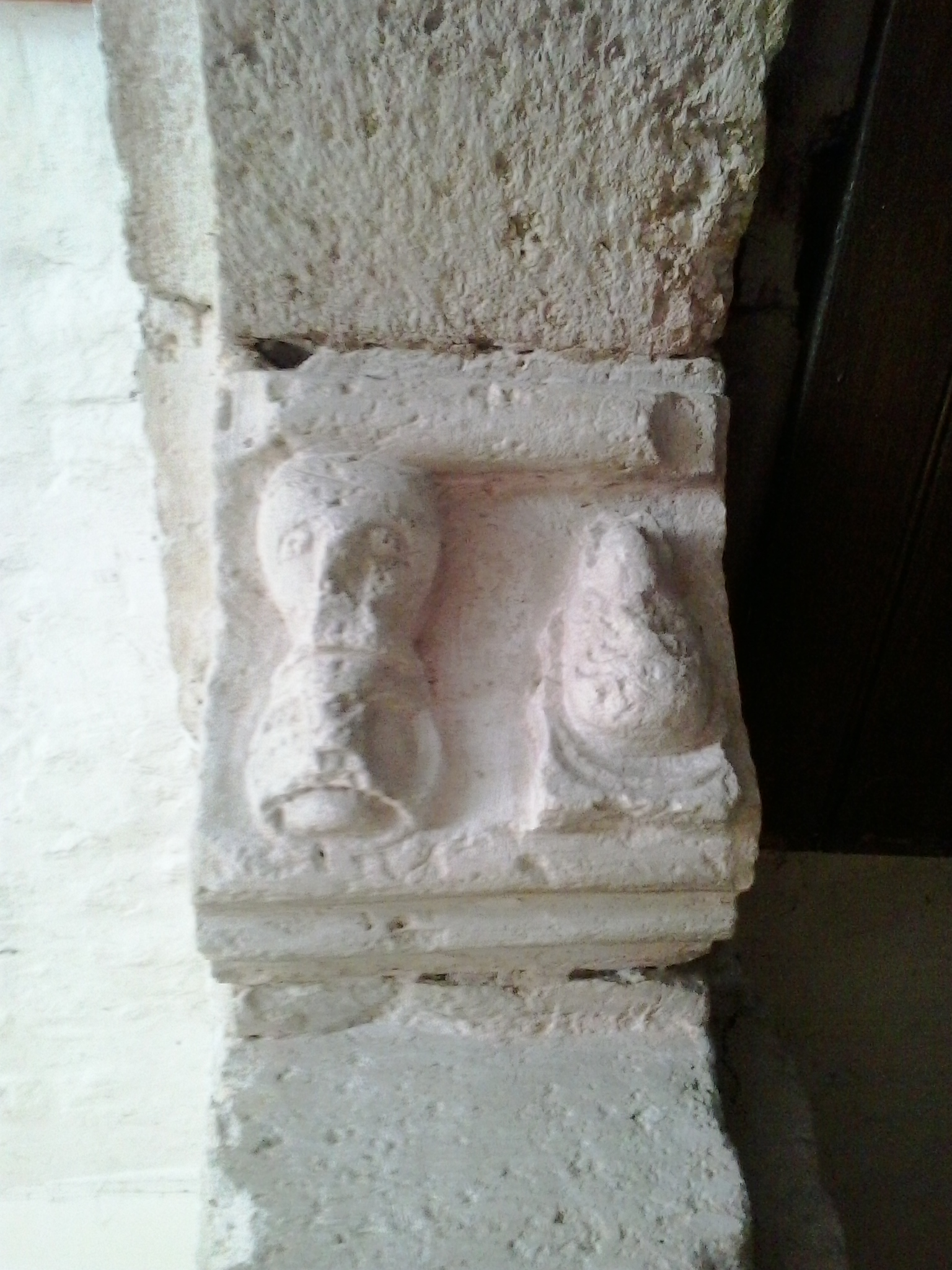
Detail van het reliëf, op de linkerhoek van de tweede poort

## Bron
- Dit artikel of een eerdere versie ervan is een (gedeeltelijke) vertaling van het artikel Église Notre-Dame de Liart op de Franstalige Wikipedia, dat onder de licentie Creative Commons Naamsvermelding/Gelijk delen valt. Zie de bewerkingsgeschiedenis aldaar.

1. ↑  http://www2.culture.gouv.fr/public/mistral/mdp_fr?ACTION=CHERCHER&FIELD_98=LMER,LPAL&VALUE_98=PA00078458